# Genesis (Fahrradmarke)

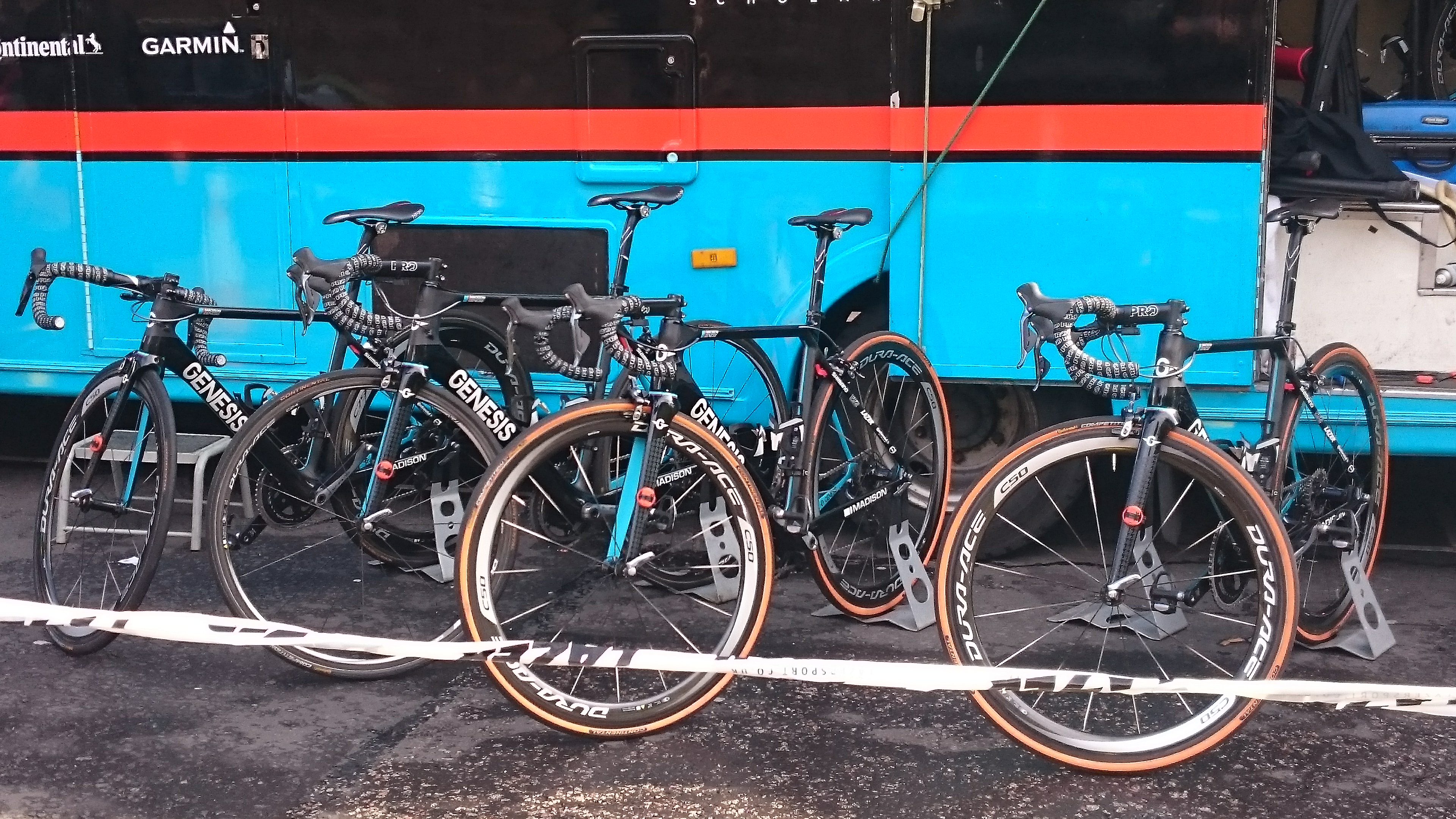
Genesis Räder des MGT-Teams bei der "Edinburgh round of the Tour Series im Mai 2016

Genesis Bikes ist eine Marke des britischen Fahrradherstellers Sportline aus Newbury, einer Sparte der H. Young Holdings.
Genesis stellt seit der Gründung des Unternehmens 2006 Rennräder, Gravel-Bikes, Reisevelos, Cyclocrossräder und Mountainbikes in verschiedenen Varianten her. Die Rahmen werden aus Stahl, teilweise mit hochwertigen Rohren (Reynolds 725 und 853), Chromstahl (Reynolds 931), Titan, Carbon und Aluminium gefertigt.
Genesis stattet das Radsportteam Madison Genesis aus. Das Team mit Sitz in Middlesex nimmt als Continental Team an den UCI Continental Circuits teil.
Die Firma Intersport vertreibt unter gleichem Markennamen ebenfalls Fahrräder.